# آلبرت کوسنتس
آلبرت کوسنتس (انگلیسی: Albert Kusnets) (زاده ۱۹۰۲ - درگذشته ۱۹۴۲) کشتی‌گیر اهل کشور استونی بوده است.

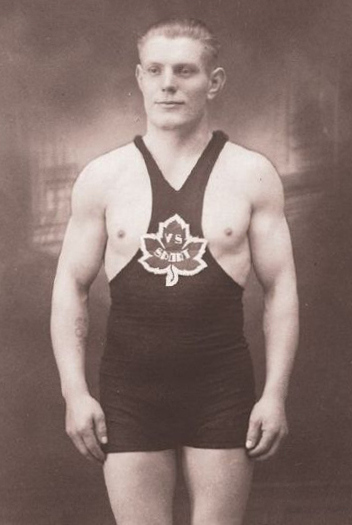
آلبرت کوسنتس کشتی‌گیر استونی‌تبار - دهه ۱۹۳۰

از افتخارات وی میتوان به کسب مدال برنز کشتی فرنگی وزن ۷۵- کیلوگرم در بازی‌های المپیک تابستانی ۱۹۲۸ اشاره کرد.